# Hèctor i la recerca de la felicitat
Hèctor i la recerca de la felicitat (títol original en anglès, Hector and the Search for Happiness) és una pel·lícula de comèdia dramàtica del 2014 dirigida per Peter Chelsom i coescrita pel mateix Chelsom amb Tinker Lindsay i Maria von Heland, basada en la novel·la homònima de François Lelord. La pel·lícula és protagonitzada per Simon Pegg i Rosamund Pike. S'ha doblat al valencià per a À Punt.